# Uhornyky (Iwano-Frankiwsk)
Uhornyky (ukrainisch Угорники;  russisch Угорники Ugorniki, polnisch Uhorniki) ist ein Dorf im Norden der ukrainischen Oblast Iwano-Frankiwsk mit etwa 2700 Einwohnern (2024).
Das 1458 erstmals schriftlich erwähnte Dorf (einer anderen Quelle nach 1378) war bis 2020 die einzige Ortschaft der gleichnamigen Landratsgemeinde innerhalb des Stadtkreises von Iwano-Frankiwsk, 5 km östlich vom Stadtzentrum an der Fernstraße N 18. Es liegt am Ufer des Bystryzja Nadwirnjanska, einem 94 km langen Quellfluss des Bystryzja.
Am 12. Juni 2020 wurde das Dorf, als Teil der Stadtgemeinde Iwano-Frankiwsk ein Teil des neu gegründeten Rajons Iwano-Frankiwsk.

## Söhne des Dorfs
- Stepan Wytwyzkyj (1884–1965, Степан Порфирович Витвицький), Journalist und Präsident der Exilregierung der Ukrainischen Volksrepublik.[5]
- Stepan Lenkawskyj (1904–1970, Степан Ленкавський), Politik, Publizist, Führungsmitglied der Organisation Ukrainischer Nationalisten (OUN).[6]